# Ras Ed Drek
Ras Ed Drek (àrab: رأس الدرك, Raʾs ad-Drak) és un cap situat al nord de Tunísia, a l'extrem nord-est de la península de Cap Bon, governació de Nabeul. A la vora hi ha la vila de Dar Allouch i les restes arqueològiques de Kerkouane.